# ハマのドン (映画)
『ハマのドン』は、2023年公開の日本のドキュメンタリー映画。監督は松原文枝。横浜市のカジノ誘致を阻止するために立ち上がった藤木幸夫の戦いを描いた作品。テレビ朝日が制作した2本のドキュメンタリー番組、『ハマのドン "仁義なき戦い"』（2021年11月放送）と『ハマのドン "最後の闘い" ―博打は許さない』（2022年2月放送）を元にしている。番組版はそれぞれテレメンタリー2021年度最優秀賞、放送人グランプリ2022優秀賞を受賞した。

## 背景・概要
2018年7月20日、安倍政権は特定複合観光施設区域整備法（IR整備法）を強行成立させた。統合型リゾート（IR）は3か所を上限に整備され、名乗りを上げる都市が誘致にしのぎを削ることとなった。同年8月5日付の東京新聞「こちら特報部」は、横浜港運協会（244社加盟）会長で「ハマのドン」の異名を持つ藤木幸夫へのインタビューに紙面を大きく割いた。藤木は山下埠頭へのカジノ誘致案に対し「命がけで反対する」と述べた。このことを知ったテレビ朝日の松原文枝は2019年1月4日に行われた横浜港運協会の賀詞交換会に出席し、藤木と初めて会った。言動に共感した松原は会社に「カジノ構想に声高に反対する保守の有力者」との企画書を提出。『サンデーモーニング』などで特集を組んだ。
2019年4月24日、テレビ朝日は、横浜港運協会が翌月に新組織「横浜港ハーバーリゾート協会」を立ち上げ、海外の大手カジノ事業者に対抗すると報じた。5月7日、横浜港ハーバーリゾート協会が設立登記され、会長には藤木が就任した。7月28日のANNニュースでは、松原は記者として各地で取材を行った。
同年8月22日、横浜市長の林文子はそれまで白紙としてきたIRの誘致について、2020年代後半の開業実現を目指し誘致を進めていくことを正式に表明した。これを受けて8月23日、藤木は緊急会見を開き、「山下埠頭は我々の聖地。命を懸けて（カジノに）反対する」「林さんには顔に泥を塗られた。泥を塗ったのは林さんだけど、塗らせた人がいることははっきり分かっている」と語った。
2020年2月、松原は「放送ウーマン賞2019」（主催：日本女性放送者懇談会）を受賞した。
2021年7月17日、横浜市長選挙への立候補を表明した元大学教授の山中竹春の支援団体などが集まる合同選対会議の初会合が開かれる。名誉議長として出席した藤木は山中を全面支援する考えを示した。同日、山中の政治団体「横浜をコロナとカジノから守る会」の事務所開きが行われ、藤木は同団体の代表に就任した。8月3日、藤木は日本外国特派員協会で記者会見し、「カジノはやっていいんですよ。横浜港以外ならどこでもやってくださいよ。だって国がやると言ってるんだから」と述べた。
同年8月8日、横浜市長選挙が告示され、計8人が立候補した。8人のうち、IR誘致賛成を掲げたのは林と元衆議院議員の福田峰之の2人。横浜商工会議所など地元業界団体はIR推進を掲げる林の支援を決定した。IR中止を表明した前衆議院議員の小此木八郎を菅義偉首相は「全面的かつ全力で応援する」と明言。自民党の神奈川県議全員と、党の市議36人のうち30人が小此木の支援に回り、選挙戦序盤の8月10日、朝日新聞は「小此木がわずかな差で先行し、山中と林が激しく追う展開」と報じた。市長選の趨勢を決めたのは7月頃から顕著になった新型コロナウイルスの感染爆発だった。神奈川県内の感染者は8月13日から20日にかけて8日連続で2,000人を超えた。林市長ならびに菅首相の失政とみなす声は日増しに高まり、投開票日の8月22日、山中がいわゆる「ゼロ打ち」で圧勝した。9月10日、山中は所信表明演説を行い、公約どおり誘致撤回を宣言した。
同年11月28日、テレビ朝日の「テレメンタリー」の枠で『ハマのドン "仁義なき闘い"』が放送された。ディレクターは松原が務めた。『ハマのドン "仁義なき闘い"』はテレメンタリーの2021年度最優秀賞を受賞し、再放送も行われた。
2022年2月5日、民間放送教育協会が年に一度放送するドキュメンタリー番組「民教協スペシャル」がテレビ朝日で放映。第36回は、同じく松原がディレクターを務めた『ハマのドン "最後の闘い" ―博打は許さない』であった。『ハマのドン "最後の闘い" ―博打は許さない』は「民教協スペシャル」のそれまでの10年間で最高の視聴率を記録し、放送人グランプリ2022の優秀賞を受賞した。「民教協スペシャル」の審査員を務めていた森達也から「映画にしたらいいのではないか」と勧められ、松原は映画化を決断。企画書を書き、社内で検討が行われた結果、映画化の決裁が下った。
同年11月22日、横浜市は、山下埠頭再開発の新たな事業計画策定に向けて、事業者から寄せられた10件の提案資料のうち数件を公表した。その中には、藤木が会長をつとめる横浜港ハーバーリゾート協会や鹿島建設、竹中工務店などが作成した提案書もあった。現時点ではどの事業者からの提案かは不明だが、中にはスポーツ・ベッティング（スポーツ賭博）の特区を設けるという提案があり、「ベッティングはスポーツを産業として発展させる切り札」「330兆円市場」であることが強調された。
2023年4月22日、横浜市の神奈川大学みなとみらいキャンパスで映画版『ハマのドン』のプレミアム試写会が開催。藤木は舞台挨拶で登壇し、現在の政治状況について「権力は腐る。権力の咲かす花は毒の花でカジノを巡っても同じことが起きていた。今の自民党はやりたい放題。反省しなきゃダメですよ」と語った。
同年5月5日、全国公開される。5月17日、松原は集英社から『ハマのドン―横浜カジノ阻止をめぐる闘いの記録』を上梓した。

## スタッフ
- 監督 - 松原文枝
- プロデューサー - 江口英明、雪竹弘一
- 撮影 - 金森之雅、花山陽子、鈴木正隆、岩切天平、齋藤茂
- 編集 - 東樹大介
- 音響効果 - 宮本陽一、菅原和
- ナレーション - リリー・フランキー
- 配給宣伝 - 太秦、小林三四郎、今村花
- 制作協力 - 民間放送教育協会
- 製作 - テレビ朝日